# Halenia pinifolia
Halenia pinifolia är en gentianaväxtart som beskrevs av R., Amp; P. och George Don jr. Halenia pinifolia ingår i släktet Halenia och familjen gentianaväxter. Inga underarter finns listade i Catalogue of Life.